# Esteban de Terreros y Pando
 (janvier 2025).
Esteban de Terreros, né Esteban de Terreros y Pando le 12 juillet 1707 à Trucios (seigneurie de Biscaye, Espagne) et mort le 3 juillet 1782 à Forlì, est un jésuite, paléographe et philologue espagnol du 18e siècle.

## Biographie
Esteban de Terreros y Pando naquit le 12 juillet 1707 à Trucios, dans la Biscaye. À l'âge de douze ans il entra chez les jésuites. Après avoir professé la rhétorique et les éléments des sciences exactes au collège de la noblesse à Madrid, il fut pourvu de la chaire de mathématiques au collège impérial, et la remplit, depuis 1755 jusqu’en 1767. Dans les loisirs que lui laissait cet emploi, le P. Terreros s’occupait d’enrichir la littérature espagnole par la traduction d’ouvrages utiles et préparait un dictionnaire espagnol, augmenté de tous les mots devenus nécessaires d’après les progrès des arts et les divers perfectionnements de l’industrie. Au milieu de ses travaux, frappé par le décret d’expulsion rendu contre sa compagnie, il vint chercher un asile en Italie et s’établit à Forlì, où il mourut le 3 juillet 1782.

## Œuvres
Outre des traductions espagnoles de plusieurs opuscules ascétiques, on lui doit celle du Spectacle de la nature, par l’abbé Pluche, Madrid, 1753-1755, 16 vol. in-4°. Elle est enrichie d’une foule de notes et de dissertations, qui prouvent l’étendue et la variété des connaissances du traducteur. Il traduisit aussi en espagnol, avec des notes, une Lettre du même auteur sur l’éducation des enfants, carta, etc., Madrid, Yuste, 1783. Ses autres ouvrages sont :
- Paleografía española que contiene todos los modos conocidos que ha habido de escribir en España. Le P. Terreros en donna une nouvelle édition augmentée, Madrid, 1758, in-4°. Il avait été aidé dans ce travail par le P. Andrés Marcos Burriel, auquel on en veut fait honneur. L’ouvrage est orné de dix-huit planches dont la dernière offre les caractères des manuscrits arabes ou hébreux écrits en Espagne : les autres donnent une foule de spécimens d’écriture latine ou espagnole, en rétrogradant du 15e au 6e siècle. La série commence par le fac-similé d’une belle lettre (en partie autographe) de la reine Isabelle la Catholique (1481) et se termine par différentes inscriptions. Le plus ancien modèle qu’il donne d’écriture sur parchemin est de l’an 945.
- Reglas a cerca de la lengua toscana o italiana, etc., Forlì (vers 1772). C’est une grammaire à l’usage des Espagnols qui veulent apprendre l’italien. Elle parut sous le nom anagrammatisé de l’auteur, Rosterre.
- Diccionario castellano con las voces de ciencias, y artes, y sus correspondientes en las tres lenguas francesa, latina e italiana, Madrid, 1785, 1787-1788-1793, 4 vol. in-fol. On doit la publication de cet important ouvrage au zèle du comte de Floridablanca pour les progrès des lettres en Espagne. Le premier volume est précédé d’une savante dissertation sur les qualités particulières à la langue espagnole, son orthographe, ses écarts, etc. L’auteur nous apprend que son Dictionnaire contient cent quatre-vingt mille mots avec leurs différentes acceptions et que ce travail lui a coûté soixante mille heures. Le quatrième volume renferme les vocabulaires séparés des mots français, latins et italiens.

Parmi les ouvrages du P. Terreros restés en manuscrits, on citera la traduction de l’Histoire du ciel, par Pluche ; les Vies de Lope de Vega, des PP. Louis du Pont et Alphonse Rodríguez, et la relation de ses Voyages en Espagne et en Italie. On trouve une Notice su Terreros y Pando dans le supplément à la Bibliotheca Scriptorum societatis Jesu, par Ramón Diosdado Caballero, 266 et deuxième partie 99.